# Problème des moments
En analyse mathématique, le problème des moments est un problème inverse consistant à reconstruire une mesure réelle sur un intervalle donné à partir de ses moments. Plus concrètement, étant donnés un intervalle réel I et une suite (mn) de réels, on peut se demander s'il existe sur I une mesure de Borel (donc positive) μ telle que pour tout entier naturel n,
{\displaystyle m_{n}=\int x^{n}~\mathrm {d} \mu (x)}
et, le cas échéant, si une telle mesure est unique.
Si cette mesure existe, elle représente alors la loi de probabilité d’une variable aléatoire réelle dont les moments sont les nombres mn.
On peut noter plusieurs variantes du « problème des moments » selon la forme de l’intervalle :
- de Hamburger si l'intervalle I est {\displaystyle \mathbb {R} } tout entier ;
- de Stieltjes s'il est égal à {\displaystyle [0,+\infty [} ;
- de Hausdorff si I est un segment [a,b].

## Existence
L'existence d'une mesure de Borel μ sur {\displaystyle \mathbb {R} } répondant au problème équivaut à la condition de positivité suivante sur la suite (mn) : les matrices de Hankel Hn associées à cette suite, définies par
{\displaystyle (H_{n})_{i,j}=m_{i+j}},
doivent être toutes positives.
Pour l'existence d'une mesure de Borel à support dans un segment donné [a,b], il existe une condition nécessaire et suffisante de forme similaire.

## Unicité
- L'unicité de μ pour le problème des moments de Hausdorff se déduit du théorème d'approximation de Weierstrass.
- Le problème de l'unicité quand l'intervalle est non borné est une question plus délicate ; voir les articles « Condition de Carleman (en) », « Condition de Krein (en) » et la référence Akhiezer 1965.
- La réponse est négative dans le cas général. Voici un contre-exemple probabiliste donné par William Feller. On considère la fonction {\displaystyle f:\left]0,+\infty \right[\to \mathbb {R} ^{+}} définie par {\displaystyle f(x)={\frac {1}{x\,{\sqrt {2\pi }}}}\,\mathrm {e} ^{-{\frac {1}{2}}\,(\ln x)^{2}}} (densité de la loi log-normale de paramètres 0 et 1), dont tous les moments existent. On démontre que cette loi n'est pas déterminée par ses moments.